# Lilla Träskan och Stora Träskan

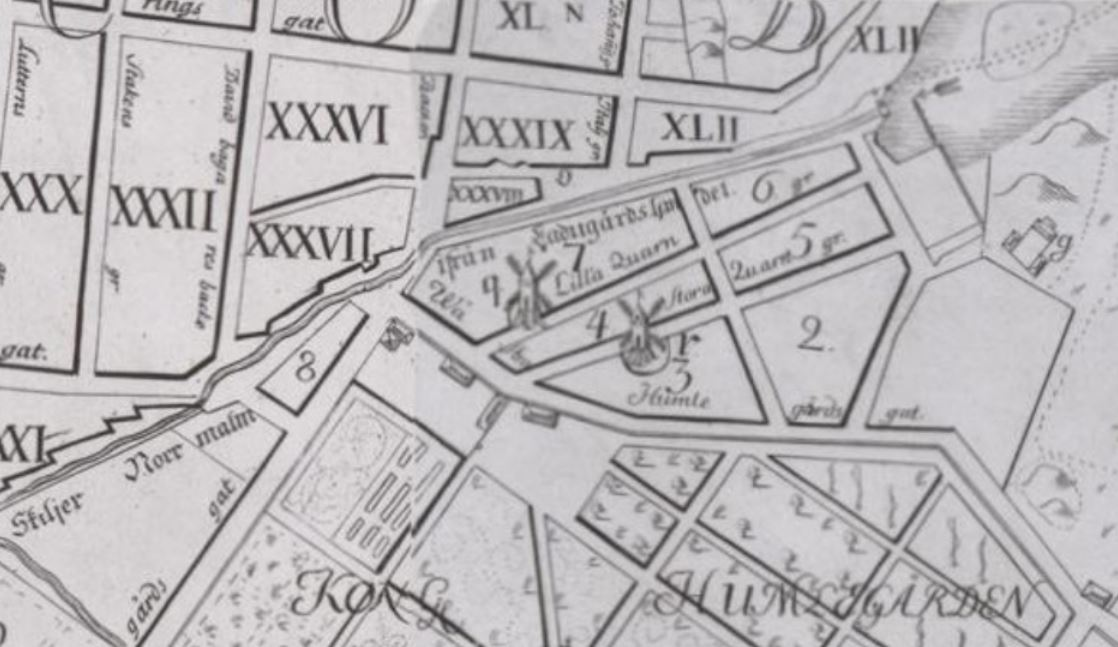
Stora Träskan (q) och Lilla Träskan (r) på Tillaeus karta från 1733. (Norr är till höger)

Lilla Träskan och Stora Träskan var två väderkvarnar på Ladugårdslandet (nuvarande Östermalm) i Stockholm.
År 1669 uppläts en kvarntomt åt rådman Hörner i kvarteret Norrtälje strax väster om Humlegården. Det bergiga området kallades Träskbacken efter sjön Stora Träsket, och mellan berget och Brunkebergsåsen flöt Träskrännilen ned mot Katthavet i samma riktning som dagens Birger Jarlsgata. På Petrus Tillaeus stockholmskarta från 1733 är kvarnen utmärkt som Lilla Träskan. Strax intill, där Trygghuset idag ligger, finns ännu en kvarn utsatt - Stora Träskan. De båda kvarnarna är avbildade som stolpkvarnar på kartan.
De båda kvarnarna försvann troligtvis med ingången av 1800-talet. Deras centrala läge gjorde att de förmodligen lämna plats för en allt mer tätnande bostadsbebyggelse. Gatunamnen Stora- och Lilla Qvarngränden kom dock att leva kvar i området fram till 1891. Vid denna tid klagade en fastighetsägare längs Stora Qvarngränden över det stora antalet Qvarn-gator och -gränder i staden och föreslog ett namnbyte. Härpå följde flera namnbyten i staden, där bland annat Rimbogatan ersatte Lilla Qvarngränden medan den numera försvunna Norrteljegatan ersatte Stora Qvarngränden.